# Rotlle de primavera

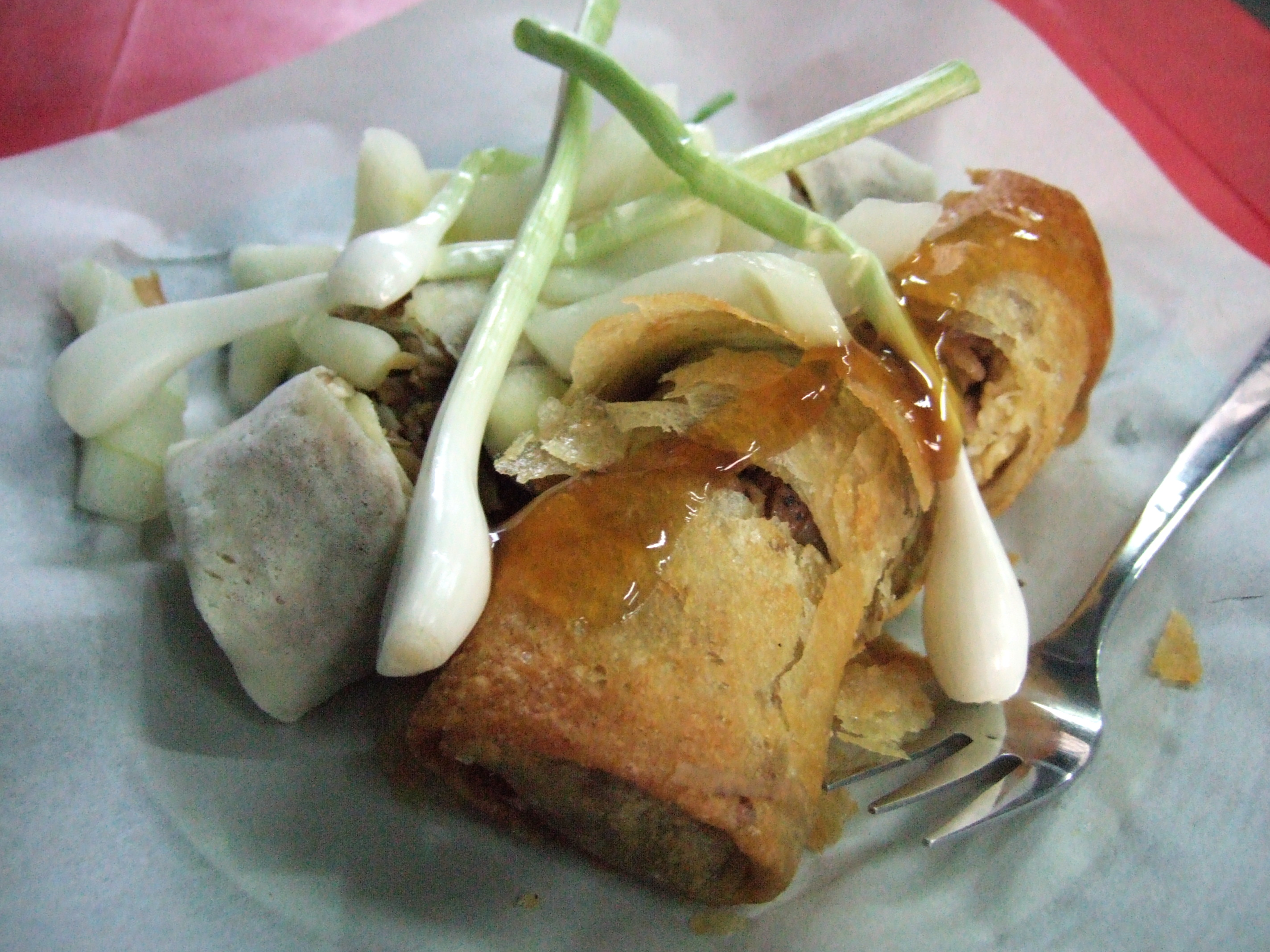
Rotllo de primavera indonesi.

El rotlle de primavera (xinès tradicional: 春捲, xinès simplificat: 春卷, pinyin: chūnjuǎn, jyutping: ceon1 gyun2) és un rotllo elaborat amb pasta i farcit de diferents verdures picades a l'estil juliana i una mica de carn picada. Van ser introduïts en occident amb l'enorme difusió del menjar xinès que han realitzat els restaurants xinesos en les principals capitals del món. S'ha confós generalment en occident amb el rotllets d'ou.
Tradicionalment, els rotlles de primavera formen part de la festa del cap d'any xinès, que se sol celebrar cada any quan s'acosta la primavera. Aquests rotlles hi tenen una simbologia especial, ja que s'assemblen al cuc de seda que reneix del capoll. Els rotllos de primavera són servits també en els festivals de Qingming.